# Adygejsk (okręg miejski)
Okręg miejski Adygejsk (ros. Городской округ г Адыгейск) – okręg miejski, jednostka administracyjna wchodząca w skład Republiki Adygeji w Rosji.
W 2022 liczył 15 360 mieszkańców.